# گورکا ایزاگیره
گورکا ایزاگیره (اسپانیایی: Gorka Izagirre‎؛ زادهٔ ۷ اکتبر ۱۹۸۷) دوچرخه‌سوار اهل اسپانیا است.
از باشگاه‌هایی که در آن رکاب زده‌است می‌توان به تیم موویستار، ایوسکالتل-ایوسکادی، و تیم دوچرخه‌سواری بحرین–مریدا اشاره کرد.